# Cupru
Cuprul (numit și aramă) este un element din tabelul periodic având simbolul Cu și numărul atomic 29.
Acesta este un metal de culoare roșcată, foarte bun conducător de electricitate și căldură. Cuprul a fost folosit de oameni din cele mai vechi timpuri, arheologii descoperind obiecte din acest metal datând din 8700 î.Hr. A fost unul din primele metale folosite, deoarece cantități mici din el apar în unele locuri în stare liberă. Principalele minereuri ale cuprului sunt: calcozina (sulfura de cupru), calcopirita sau criscolul (ferosulfura de cupru), cupritul (oxidul cupros) și malachitul și azuritul (ambele forme ale carbonatului basic de cupru). Metoda folosită pentru extracția de cupru depinde de natura minereului. Dacă cuprul se găsește în stare liberă, el poate fi separat prin sfărâmarea minereului în bucăți mici și amestecarea sa cu apa. Cuprul, fiind relativ greu, se depune la fund. Cuprul, care are o puritate de peste 99%, este folosit la fabricarea conductelor de gaz și de apă, a materialelor pentru acoperișuri, a ustensilelor și a unor obiecte ornamentale. Deoarece cuprul este un bun conducător de căldură, se utilizează la boilere și alte dispozitive ce implică transferul de căldură. Sub formă de folie de cupru laminată, pe un strat izolator, se folosește la fabricarea circuitelor imprimate. Acestea pot fi simplu strat, cu folie pe o singură față, sau dublu strat, cu folie pe ambele fețe. Pentru realizarea circuitelor imprimate cu mai multe straturi, se realizează sandwich-uri din circuite dublu placate si izolatoare. Originea numelui: din cuvântul latinesc cyprium (după insula Cipru).

## Istoric
Pentru detalii, vezi și Epoca cuprului

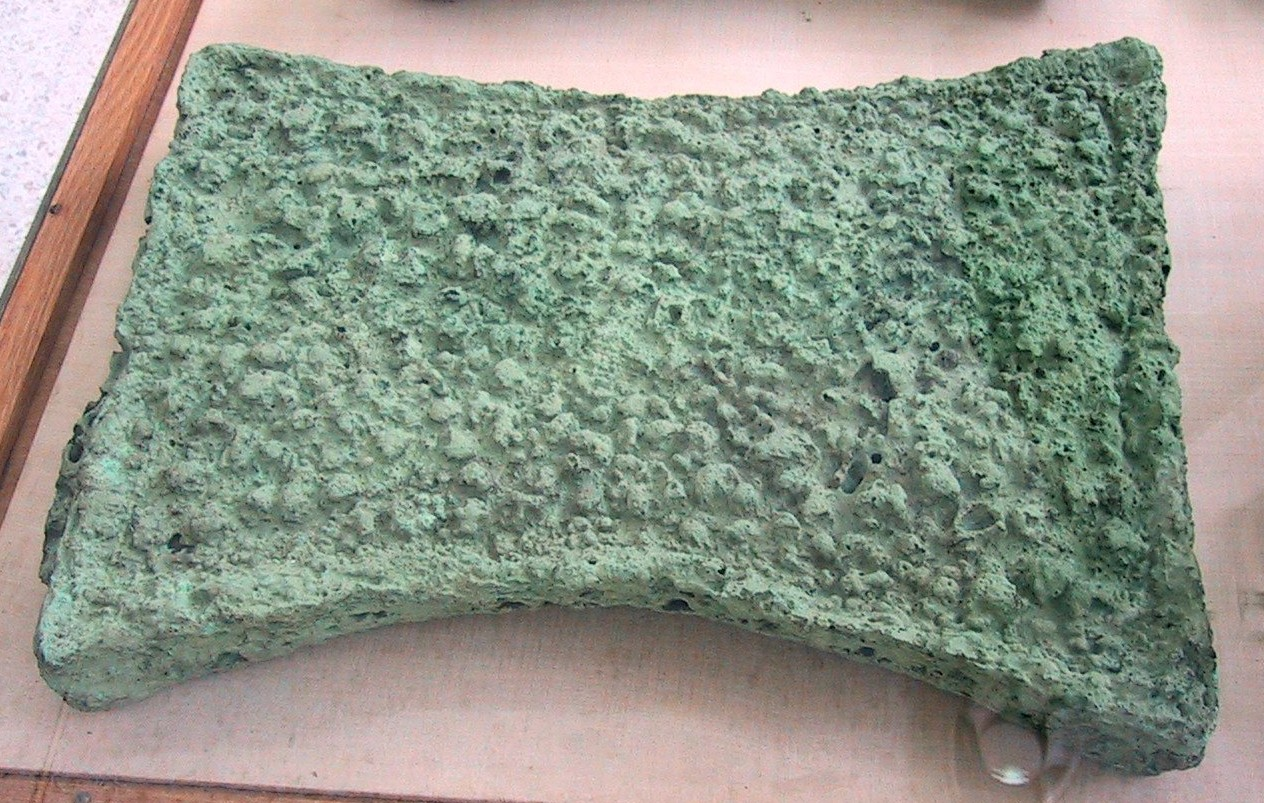
O bucată de cupru coclit din Zakros, Creta

Cuprul este folosit încă din cele mai vechi timpuri. Acesta a jucat un rol important în civilizația omenească, fiind folosit la statui, la obiecte casnice, etc. Obiecte din cupru cu o vechime mai mare de 6000 de ani au fost găsite în zone cu importanță istorică, de exemplu la Caldeea, în Egipt, Asiria, Fenicia și America. Originea numelui vine de la cuvântul latinesc cyprium (provenit de la insula Cipru). În Asia au fost descoperite urmele unor mine de cupru ce datează încă  din timpul Epocii Caldeene. Se crede că elementul cupru a fost al treilea descoperit, după aur și argint. 
Judecând după obiectele antice de cupru descoperite, se poate afirma că acest metal a apărut în Egipt, cu 5 000 de ani î.e.n. și apoi, cam cu un mileniu mai târziu, în regiunea dintre Tigru (râu) și Eufrat, unde se dezvoltase civilizația sumeriană. În Egiptul Antic, pe vremea faraonului Turmes, cuprul se exploata în Peninsula Sinai și era cunoscută sub numele de komt. Tot în perioada Antichității, cuprul mai este recunoscut sub numele de chalcos. Cu două mii de ani înaintea erei noastre, cuprul era folosit numai la fabricarea bronzului și, mai târziu, la confecționarea unor podoabe, iar combinații ale cuprului la colorarea sticlei în albastru (folosita ca piatră scumpă, la inele, broșe etc.).
Homer a scris despre armele confecționate din cupru.
Mai târziu apar confecționate din cupru obiecte de artă, cât și diferite vase din bronz. În jurul anului 900 î.e.n. au fost folosite săruri de cupru pentru zugrăvitul locuințelor scumpe, fiind combinat cu humă și mai târziu cu var. Primele monede din bronz apar în Egipt, între anii 430-322 î.e.n., ce au un conținut de cupru de 80% și 20% cositor.
Fiind unele dintre principalele metale, cuprul ajungea pe mâinile alchimiștilor, care în scrierile lor cu limbaj ,,ermetic" îl numesc Venus, această planetă fiind considerată că este reprezentată de cupru.

## Proprietăți

### Fizice

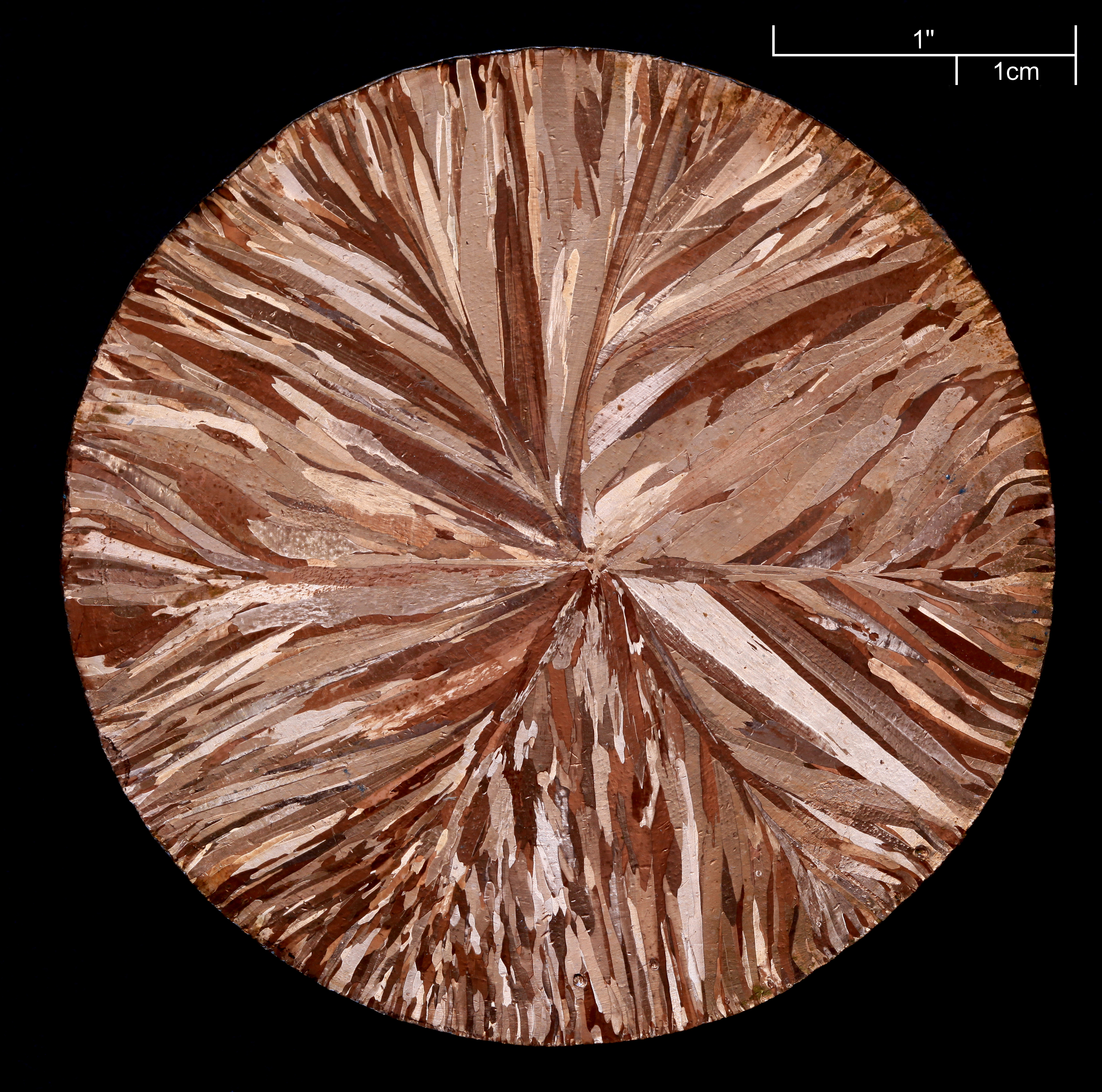
Un disc din cupru (99.95% pur)

În stare solidă, de metal, cuprul are culoare roșie-portocalie, aceasta fiind principala proprietate după care se deosebește de alte elemente. De obicei, majoritatea compușilor anorganici, dar și organici ai cuprului au o culoare albastră, deși unii pot fi și verzui sau vernil. Sistemul de cristalizare al cuprului este cubic, cu fețe centrate, caracterizat prin absența polimorfismului.
Unul dintre dezavantajele utilizării cuprului este fenomenul de coclire (oxidare, cu schimbarea culorii în verde-albastrui), ce poate fi observat adesea pe vasele vechi sau pe monedele (la moneda românească de 5 bani). Împreună cu osmiul (albastru) și aurul (galben-auriu), cuprul este unul dintre cele trei metale elementare care are altă culoare naturală în afară de gri sau argintiu. Cuprul pur este portocaliu-roșu și dobândește o pată roșiatică în momentul expunerii la aer, urmând să se înverzească mai târziu.
Duritatea cuprului este relativ mică (3 pe scara Mohs), dar este destul de rezistent la rupere, și foarte ductil (poate fi tras în fire), putând fi modelat la presiuni mari. Conductibilitatea calorică este asemănătoare cu a argintului (1 față de 0,93 a argintului) și mult mai mare decât a altor metale uzuale. Tocmai datorită acestei proprietăți, cuprul se utilizează în conducte, pentru transmiterea căldurii. Însă, conductibilitatea scade când cuprul este impur; în momentul în care conține 0,1 % impurități de elemente ca fosfor, arsen, siliciu sau fier, valoarea conductibilității poate scădea chiar cu 20%. De aceea, în electrotehnică se utilizează numai cupru pur, electrolitic.
Densitatea de curent electric maximă a cuprului în aer deschis este de aproximativ 3,1×106 A/m2. Ca toate metalele, dacă cuprul este placat cu alt metal, începe un proces de coroziune galvanică.
Presiunea vaporilor este reprezentată (în funcție de temperatura vaporilor în Kelvin) în tabelul următor:
| Presiunea (Pa)  | 1    | 10   | 100  | 1 KPa | 10 KPa | 100 KPa |
| --------------- | ---- | ---- | ---- | ----- | ------ | ------- |
| Temperatura (K) | 1509 | 1661 | 1850 | 2089  | 2404   | 2834    |

## Mecanice
Atât cuprul, cât și aliajele sale, au o maleabilitate foarte ridicată (pot fi trase în foi subțiri), fiind și foarte ușor de prelucrat. Totodată, ductilitatea cuprului este extraordinar de favorabilă, astfel, putându-se obține fire foarte subțiri de cupru, numite lițe (se foloseau, în trecut, la siguranțele fuzibile).
Cuprul este un metal foarte moale, cu o duritate de 3 pe scara Mohs (și 50 pe scara Vickers), puterea sa de tracțiune situându-se la 210 MPa.

### Aspect

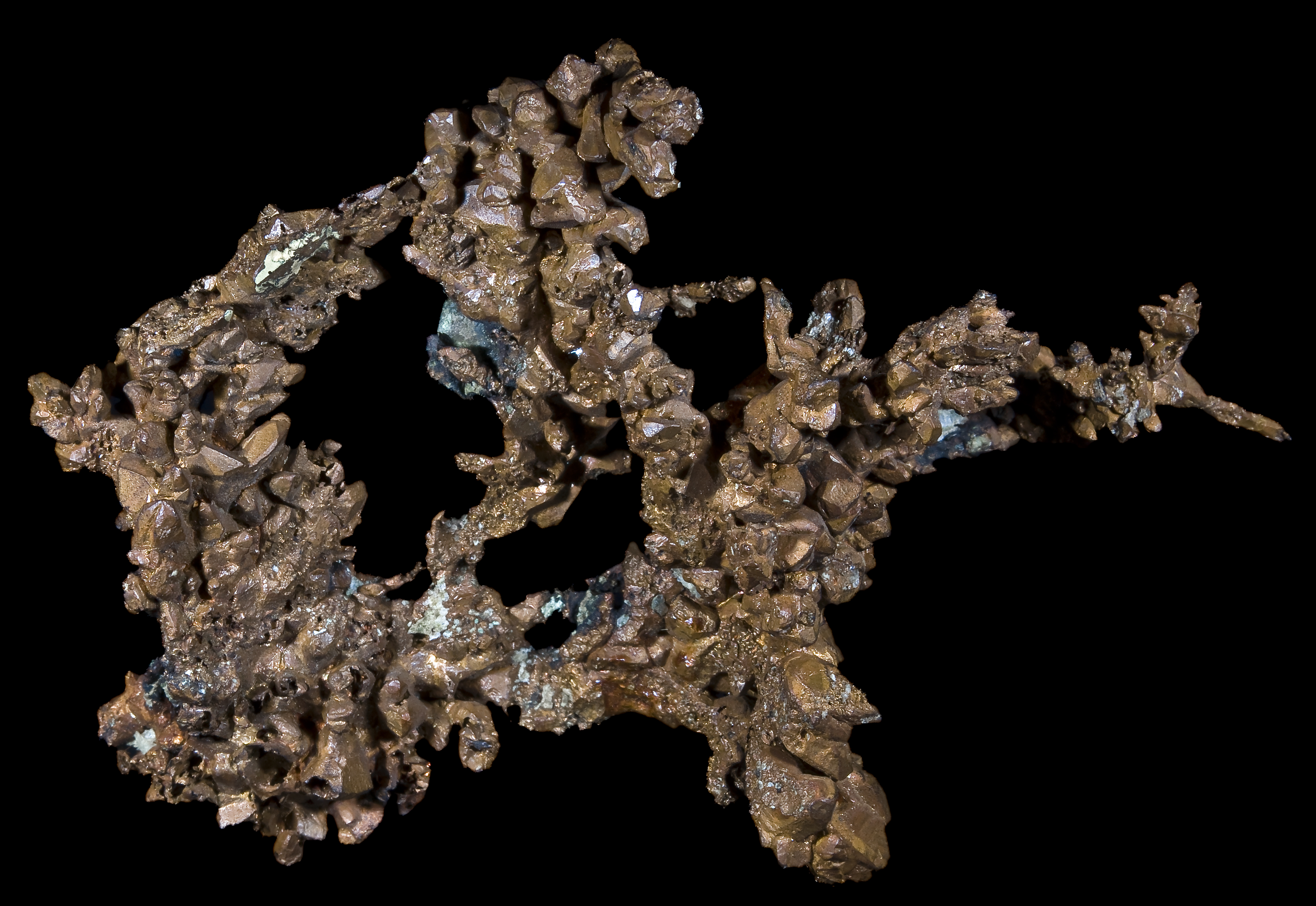
Cupru

Cuprul este singurul metal ce are culoarea arămie. Foarte interesante sunt proprietățile acestuia de a forma compuși de culoarea verde (carbonat, clorură, etc.), neagră (oxid) sau albastră (sulfat și hidroxid).

### Chimice
Numărul atomic al cuprului este 29, iar simbolul chimic este Cu. Masa atomică relativă este 63,546. Valența cuprului este, în principal 1 sau 2 (cuprul formează o varietate rară de compuși și săruri cu starea de oxidare +1 și +2, care sunt de obicei numite săruri cuproase sau cuprice), deși, mai rar, poate fi chiar și 3. Acesta nu reacționează cu apa, dar reacționează încet cu aerul atmosferic; în urma acestei reacții, pe suprafața cuprului se formează un strat de cupru oxidat verde . În contrast cu oxidarea fierului la aer umed, acest strat de oxid se oprește din coroziune; un strat de cocleală verde (carbonat de cupru) pot fi observate pe construcțiile vechi din cupru, cum ar fi Statuia Libertății, cea mai mare statuie din cupru din lume. Majoritatea sărurilor de cupru sunt higroscopice.
Raza atomică calculată are valoarea de 135 (145) picometri (pm), raza covalentă 138 picometri (pm), iar raza van der Waals. Cuprul prezintă conductivitate magnetică.

### Izotopi
Cuprul are 29 de izotopi; doi dintre aceștia, 63Cu și 65Cu sunt stabili, iar izotopul 63Cu reprezintă 69% din totalitatea cuprului natural. Ceilalți 27 de izotopi sunt instabili (radioactivi); cel mai stabil dintre cei radioactivi este 67Cu cu timpul de înjumătățire de 61,83 de ore. Șapte alți izotopi au fost caracterizați;
Dintre izotopii radioactivi remarcăm 63Cu, care emite radiații beta pozitive, având ca rezultat izotopi de nichel, în timp ce izotopul 65Cu, cu emisii radioactive beta negative, are ca rezultat izotopi de zinc.

## Producție

Producția de cupru la nivel mondial

Majoritatea cuprului scos din mină este sub formă de compuși, cum ar fi sulfați sau sulfuri. Exemple de astfel de mine includ minele de la Chuquicamata din Chile, Bingham Canyon Mine din Utah, Statele Unite ale Americii și El Chino Mine din New Mexico, Statele Unite ale Americii.
În conformitate cu studiile efectuate de geologii britanici, în 2005 Chile a fost cel mai mare producător de cupru, urmat pe locul doi de Statele Unite ale Americii, Indonezia și Peru.
Industria auto este unul dintre cei mai mari consumatori de cupru.

Vânzările de cupru în 2005

### Reciclare
Mediul economic nu a promovat refolosirea cuprului în majoritatea domeniilor utilizatoare de cupru. În ciuda acestor fapte, Europa (incluzând și Rusia) a întregit 43% din necesarul de cupru prin reciclare. Reciclarea rămâne un element-cheie al acoperirii cerinței de cupru.
Procentul de cupru reciclat din Europa a crescut la 41,3% în 2007 și la 43% în 2008. Producția cuprului electrolitic rafinat secundar a crescut de la 800 la 857 mii tone, în timp ce utilizarea cuprului topit direct a scăzut de la 1.242 la 1.150 mii tone. Utilizarea deșeurilor de cupru a scăzut de la 2.042 mii tone în 2007 la 2.007 mii tone în 2008, dar în ciuda scăderii, datorită scăderii estimate în fabricarea de produse semifinite, raportul cuprului reciclat a crescut la producție. O proprietate bună a cuprului este puritatea infinită a acestuia în timpul reciclării. Reciclarea cuprului se poate face din robineți vechi, țevi vechi, etc, precum și din deșeurile produse prin topirea directă.

### Rezerve
Cuprul a fost folosit în ultimii 10 000 de ani, dar, mai mult de 95% din tot cuprul a fost extras după 1900.

## Răspândire

### În natură
Din punctul de vedere al răspândirii în natură, cuprul poate fi găsit fie sub formă nativă (pur sau necombinat), sau fie sub formă de compuși sau minerale. Cea mai mare bucată de cupru elementar găsită în natură cântărea 420 de tone, și a fost găsită în anul 1857 în peninsula Keweenaw, din Michigan, Statele Unite ale Americii. Multe minerale conțin cupru, ca de exemplu calcopirita, azuritul, malachitul; cuprul mai este prezent în crusta pământului într-o concentrație de 50 părți la un milion, constituind 0,01% din aceasta.

### Minerale
| Denumire mineral | Formulă chimică | Conținut de cupru (%) |
| ---------------- | --------------- | --------------------- |
| Cupru nativ      | Cu              | 100                   |
| Cuprit           | Cu2O            | 88,82                 |
| Algodonit        | Cu6As           | 83,58                 |
| Paramelaconit    | Cu2+Cu22+O3     | 79,89                 |
| Tenorit          | CuO             | 79,89                 |
| Calcocit         | Cu2S            | 79.85                 |

### Ape termale
Mici cantități de cupru și alte metale au fost găsite în apele termale din localitatea maghiară Hajdúszoboszló.
În urma unor analize s-a constatat faptul că resurse de cupru se găsesc și în apele termale din localitatea Acâș, din Satu Mare. În apele termale existente la Băile Herculane se poate găsi, de asemenea, un conținut mare de cupru cu rol antiseptic și antialergic.

### În alimente
Cuprul este larg răspândit în alimente, fructe și carne: în ficat, scoici, nuci, legume, în majoritatea cerealelor, în struguri (cea mai bogată sursă). Primele date arata ca doza medie de cupru într-un regim normal era de 2 - 5 mg. Apa de băut și apele minerale aduc o parte din necesarul zilnic de cupru al organismului. Alte alimente cu conținut de cupru sunt crustaceele, și legume verzi (fasolea verde, etc), semințe, ciuperci și chiar și pudra de cacao. Doza zilnică recomandată de cupru de către specialiști este de 1,5–3 mg.
În tabelul următor sunt reprezentate cantitățile medii de cupru (miligram per kilogram) pentru anumite alimente.
| Alimentul     | Cantitatea medie de cupru (mg/kg) |  |
| ------------- | --------------------------------- |  |
| Ficat de vită | 39                                |  |
| Ciocolată     | 36                                |  |
| Crustacee     | 4-10                              |  |
| Stridii       | 9                                 |  |
| Banane        | 1                                 |  |
| Lapte de vacă | 0,06                              |  |

## Sănătate
Cu toate că este un metal, cuprul este, totodată, un element indispensabil vieții. Se găsește în toate țesuturile organismului, dar cel mai mult cupru se găsește în ficat, iar cantități mai mici se găsesc și în creier, inimă, rinichi și mușchi.
Ca efecte benefice, cuprul ajută organismul să utilizeze fierul din sânge, reducând acțiunile radicalilor liberi asupra țesuturilor. Consumarea alimentelor de cupru poate, totodată, preveni anumite boli sau deficiențe, cum ar fi alergiile, chelia, SIDA, leucemia, osteoporoza și ulcerul stomacal.
Împreună cu fierul (un alt metal), cuprul ajută la sinteza celulelor roșii din sânge.
În ciuda acestor efecte benefice, neasimilarea în mare măsură a cuprului din organism poate duce la trei boli rare:
1. Boala Wilson, când organismul nu este în măsură să reglementeze absorbția de cupru și astfel cuprul se acumulează în ficat;
2. Boala Menkes, când organismul nu poate face rezerve de cupru, de unde rezultă lipsa acestuia;
3. Toxicoza prin cupru (este o boală cu origini necunoscute și foarte rară, mai ales la copii), când cuprul se adună în ficat.

Dozele zilnic recomandate sunt foarte stricte și trebuie respectate cu rigurozitate:
Femeile cu vârsta cuprinsă între 19 și 51 ani trebuie să consume maximum 1,2 mg, iar cele mai în vârstă de 51 de ani tot cam atât. Însă, pentru femeile care alăptează, conținutul de cupru zilnic trebuie să fie un pic mai mare: 1,5 mg.

### Deficiența de cupru
Efectele deficienței de cupru din organism poate fi observată foarte ușor, după anumite simptome vizibile: anemia, vase de sânge fragile ce se pot rupe, colesterol rău, infecții mai frecvente, pierderea părului sau albirea treptată a pielii și, cel mai important, oboseala cronică. Persoanele care suferă de hipoclorhidrie (adică diminuarea secreției acidului gastric) sunt mai expuse șansei de a dobândi deficiența de cupru. Însă, persoanele care consumă suplimente alimentare cu zinc sunt expuse aceleași deficiențe.
Doza zilnică recomandată de cupru de către specialiști este de 1,5–3 mg.. Și consumul de alcooll poate cauza rapid deficiența de cupru. La femei, deficiența mai poate fi însoțită de menstruații neregulate.

## Preparare

### La scară industrială
Minereurile (sulfuroase) de cupru nu conțin foarte mult cupru, de obicei 2-4%, rareori peste 7%. De aceea, înainte de procedeul de obținere a metalului, este necesara o concentrare. Aceasta constă într-o prăjire parțială, cu aer insuficient. În urma procedeului se obține o zgură formată din sulfură de fier și de cupru, numită generic mată cuproasă.
2Cu2S + 3O2 → 2Cu2O + 2SO2
Oxidul cupros este transformat în cupru impur prin încălzire:
2Cu2O → 4Cu + O2
Cu toate acestea, cuprul este impur, de puritate 95-98%;impuritățile constau în fier, plumb, zinc, stibiu, aur și argint, precum și cantități mici de sulf și arsen. Îndepărtarea impurităților se face într-un cuptor cu flacără, sau prin cuprul electrolitic (prin electroliză), obținându-se cupru de puritate aproape maximă, 99,9%.

### În laborator
Cea mai cunoscută reacție de obținere a cuprului în laborator este cea dintre fier și sulfat de cupru. Prin aceasta se poate obține cupru, depunându-se pe bucata de fier metalic introdus în eprubetă.
{\displaystyle \mathrm {CuSO_{4}+Fe\rightarrow FeSO_{4}+Cu} }
Totodată, prin electroliza soluției de sulfat de cupru se poate obține acid sulfuric și hidroxid de cupru după reacția:
{\displaystyle \mathrm {CuSO_{4}+H_{2}O\rightarrow H_{2}SO_{4}+Cu(OH)_{2}} }